# Garrett Mitchell
Garrett Mitchell (Orange, California, 4 de septiembre de 1998) es un jugador profesional estadounidense de béisbol que se desempeña en la posición de jardinero central en Milwaukee Brewers, equipo de las Grandes Ligas de Béisbol (MLB).

## Carrera
Fue seleccionado en la primera ronda en el Draft de la MLB de 2020. En 2022 hizo su debut profesional con el equipo Milwaukee Brewers, donde lleva jugando dos temporadas.